# 大正 乙女カルテ
『大正 乙女カルテ』（たいしょう おとめカルテ）は、野広実由による日本の4コマ漫画作品。双葉社の『まんがタウン』にて、2013年2月号より2015年10月号まで連載された。
部隊は女性の社会進出がまだ一般的ではなかった大正時代の日本。女子医学校に入学した百田路乃が、父の反対や周囲の障害を受けながらも、学友と共に医師を目指してひたむきに努力する姿をコミカルなシーンも交えて描く4コマ漫画作品。

## 登場人物

### 主要人物
百田 路乃（ももた みちの）
本作の主人公。作品冒頭で立華女子医学専門学校に入学した1年生。
幼少期に母を亡くしており、母を救いたかったという一心から医師を目指している。勉学には苦労しているが、父の反対を押し切って医師を目指す情熱は本物。
男性（父と清志以外）と接することに全く慣れておらず、男性患者の診察もままならないほど。男性の遺体の解剖にも初めは抵抗を示していた。一方で、幼馴染の清志から寄せられる想いには全く気付いていない。
『少女の友』などの少女雑誌を愛読しており、少女小説に描写されるようなエスの世界に憧れている。
安田 かのと（やすだ かのと）
路乃の学友。父と兄が医師であり、彼らに対抗心を燃やしている。
勉強熱心であり、学年主席になるほど成績も優秀。成績がふるわない路乃には手厳しいが、世話焼きな一面もある。
平塚校長に憧れている。
加藤 マル（かとう マル）
路乃の学友。夫を亡くしており、娘の歌子を抱える一児の母。
人生経験の豊富さから、路乃やかのとを温かく見守っている。
百田 弥太郎（ももた やたろう）
路乃の父。妻を亡くして以来、男手一つで路乃を育てている。
娘を苦労させたくないとの思いから、路乃が医師になるのに反対しており、つねづね結婚するように勧めている。
吉本 清志（よしもと きよし）
路乃の幼馴染の少年。路乃よりも年下。
路乃に淡い想いを寄せているが、ついぶっきらぼうな口をきいてしまうことも多々。一方で当の路乃にはかわいい遊び相手としか見られておらず、想いは通じていない様子。

### 医学校の関係者
平塚 信子（ひらつか のぶこ）
立華女子医学専門学校の校長。
医療に臨むことに誇りを持っており、女性が医療に携わることへの差別に対しても気丈に反論する。生徒に対しても、厳しくかつ的確に指導を行う。
宇野 淳一（うの じゅんいち）
立華女子医学専門学校の若き男性教師。
マルに想いを寄せているが、かのとや平塚校長には前途は多難と見られている。
蕗谷 真弓（ふきや まゆみ）
路乃たちの3年生の先輩。学年1位の成績優秀者であり、そのことはかのとにも知られていた。
路乃に興味を示し、接してくるようになる。その耽美的な立居振舞いは路乃の憧れる少女小説の世界そのものであったが、「真弓倶楽部」なるファンクラブを組織しており、路乃を幻滅させてしまった。
平塚 利彦（ひらつか としひこ）
平塚校長の夫。立華女医専で教師をしている。
立華女医専の校内にある薬草園の管理・手入れをしている。土いじりが好き。
妻とは対照的に、温和な性格。そのおしどり夫婦ぶりにはかのとも憧れていた。

### その他
百田 みさ保（ももた みさほ）
路乃の母。幼少期の路乃を夫に託し、病気によってこの世を去った。
妙殿寺の住職
立華女医専に関していわれのない噂を広めた人物。
女性が医療に携わるのをよく思っておらず、平塚校長とは犬猿の仲。
歌子（うたこ）
マルの娘。清志のことを「おやぶん」と呼び懐いている。
サンタクロースを楽しみにするなど無邪気な性格。
浪花 壱悟（なにわ いちご）
若き男性開業医。内科・小児科を担当しており、強面で威圧的な印象を与えるが腕は的確。
路乃たちに出会った際、医師は男性も女性も平等であるとの考えを伝えた。
安田 光弘（やすだ みつひろ）
かのとの兄。父の跡を継ぐべく内科医として働いている。
妹のかのととは嫌味を言い合う関係だが、似た者同士。ひょんなことから路乃の見合い相手となったこともある。

## 単行本
- 野広実由 『大正 乙女カルテ』 双葉社〈アクションコミックス〉、全2巻
  1. 2014年7月28日初版発行 ISBN 978-4-575-94419-8
    - 巻末には佐藤両々によるゲスト漫画を掲載

  2. 2015年10月28日初版発行 ISBN 978-4-575-94461-7